# أسئلة وأجوبة في إعراب القرآن
أسئلة وأجوبة في إعراب القرآن، كتاب من تأليف عبد الله بن يوسف ابن هشام، المتوفى سنة 761هـ،

## وصف
كتاب ألفه عبد الله بن يوسف ابن هشام، تناول فيها عدداً من المسائل التي بلغت ستة وأربعين مسألة طرحت عليه أثناء سفره ورأى ضرورة الإجابة عليها، وتدوينها في كتاب؛ فجاء هذا الكتاب الذي تميز بأهميته ومكانته مع صغر حجمه، والذي جمع بين عدة علوم منها علم النحو إذ تناول إعراب آيات من القرآن ثم اختتمه بمسائل في الحديث.
وقد ذكر المؤلف أن سبب تأليفه للكتاب هي مسائل طرحت عليه أثناء سفره بغية الإجابة عنها؛ فرأى أهميتها وقام بتدوينها في كتابه هذا، وقد وضح ذلك في مقدمة كتابه إذ قال: «أما بعد، حمدا لله على أفضاله حمدا كثيرا طيبا كما يليق بجلاله، والصلاة والسلام على سيدنا محمد وعلى آله».
فإني ذاكر في هذه الأوراق مسائل سئلت عنها في بعض الأسفار، وأجوبة أجبت بها على سبيل الاختصار، ومسائل ظهرت لي في تلك السفرة يعم إن شاء الله تعالى نفعها، ويعظم عند اللبيب وقعها، وبالله تعالى أعتصم وأسأله العصمة مما يصم، ولا حول ولا قوة إلا بالله العلي العظيم".

## سبب تأليف الكتاب
ذكر المؤلف أن سبب تأليفه للكتاب هي مسائل طرحت عليه أثناء سفره بغية الإجابة عنها؛ فرأى أهميتها وقام بتدوينها في كتابه هذا، وقد وضح ذلك في مقدمة كتابه إذ قال: "أما بعد، حمدا لله على أفضاله حمدا كثيرا طيبا كما يليق بجلاله، والصلاة والسلام على سيدنا محمد وعلى آله.
فإني ذاكر في هذه الأوراق مسائل سئلت عنها في بعض الأسفار، وأجوبة أجبت بها على سبيل الاختصار، ومسائل ظهرت لي في تلك السفرة يعم إن شاء الله تعالى نفعها، ويعظم عند اللبيب وقعها، وبالله تعالى أعتصم وأسأله العصمة مما يصم، ولا حول ولا قوة إلا بالله العلي العظيم".

## طبعات وتحقيقات الكتاب
1. طبعة عمادة البحث العلمي، بتاريخ 1403هـ، تحقيق الدكتور: محمد نغش.
2. طبعة مكتبة لسان العرب.